# Периодични цикади
Периодичните цикади (Magicicada) са род насекоми от семейство Същински цикади (Cicadidae).
Таксонът е описан за пръв път от Уилям Томпсън Дейвис през 1925 година.

## Видове
- Magicicada cassini
- Magicicada cassinii
- Magicicada neotredecim
- Magicicada septendecim
- Magicicada septendecula
- Magicicada tredecassini
- Magicicada tredecim
- Magicicada tredecula